# Fred Pearly
Fred Pearly, nom de plume de Paul Léon Francois Pruvost, né à Argenteuil le 15 février 1885 et mort à Boulogne-Billancourt le 29 février 1972, est un auteur-compositeur et arrangeur musical français.

## Biographie
Il est l'auteur de près de neuf cents compositions qui comprennent environ quatre cents musiques, trois cents arrangements musicaux et une centaine de paroles de chansons. Il collabore ainsi avec de nombreux artistes tels que, parmi les plus célèbres, Vincent Scotto, Léo Lelièvre, Charles-Louis Pothier, Pierre Chagnon, Francis Salabert, Rip, Sacha Guitry et  Gaston Gabaroche.
Il est, par ailleurs, l'arrangeur de nombreuses musiques de films et de comédies musicales comme 42nd Street (1932), Dames (1934), Mademoiselle Général (1934). On retrouve certaines de ses chansons dans des films, comme Il m'a vu nue dans La Môme en 2007.
Il existe de nombreux enregistrements de ses chansons.